# Läsdrama

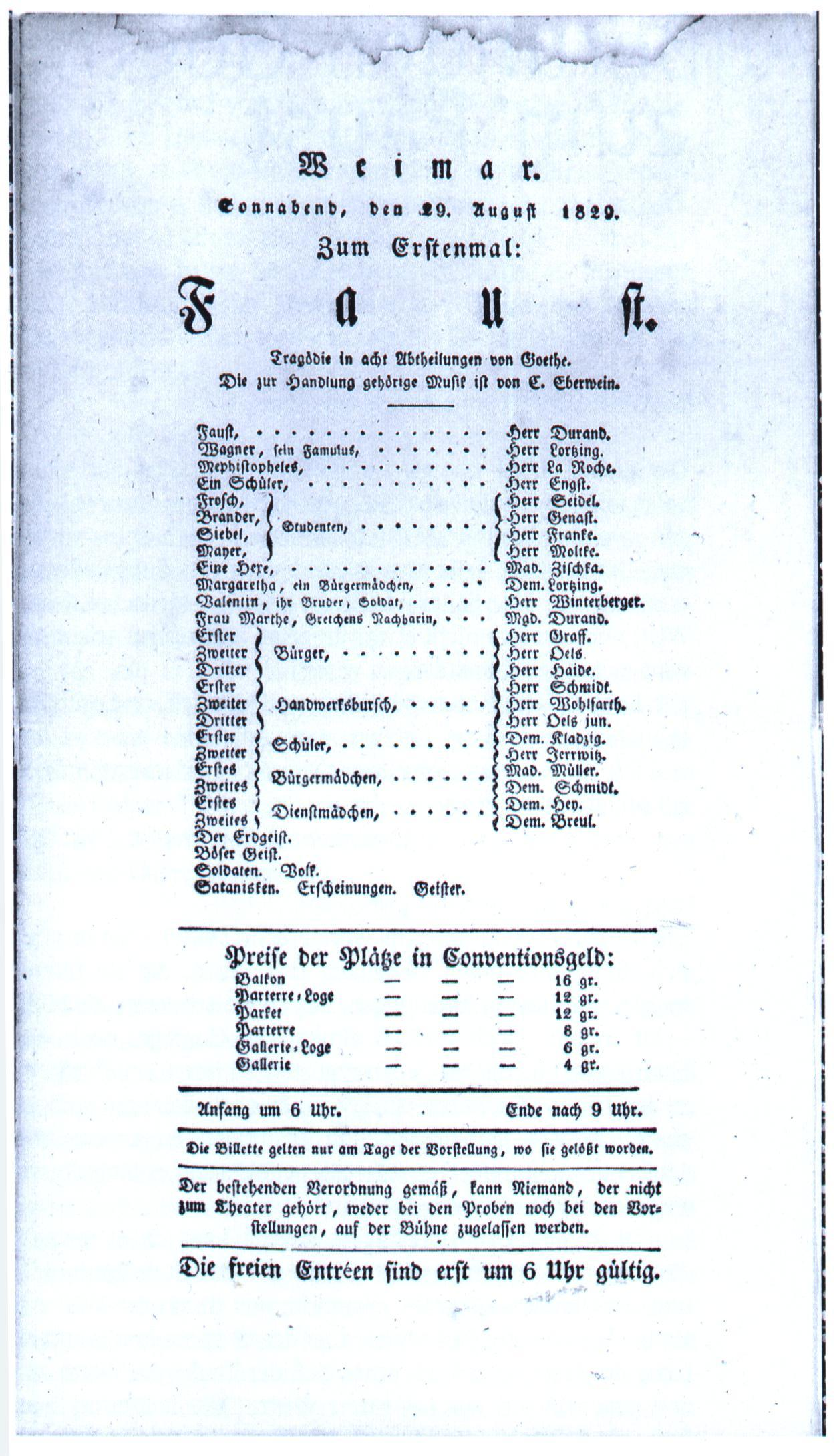
Programbladet till uppförandet av Faust i Weimar i samband med Goethes åttioårsfirande.

Ett läsdrama är ett litterärt verk i dramatisk form, men som anses olämpligt att uppföras på scenen, utan i stället är tänkt att läsas.
Begreppet läsdrama har sitt ursprung i romantikens litteratur då man gärna blandade genrer. Dramer som ursprungligen skrevs som läsdramer har med senare teknik och estetik gjorts spelbara på teatern. Exempel på detta är Carl Jonas Love Almqvists Drottningens juvelsmycke och Amorina.
Ett drama som ofta omtalats som läsdrama är Johann Wolfgang von Goethes Faust, speciellt del två. Goethe misslyckades själv sätta upp Faust (del ett) på hovteatern i Weimar och tvivlade därför på att det var möjligt. Men redan under hans livstid gjordes uppsättningar på andra teatrar. 1819 uppfördes scener ur dramat på lustslottet Monbijou i Berlin. Föreställningen regisserades av greve Carl von Brühl och huvudrollen spelades av Pius Alexander Wolff som studerat den för Goethe själv. 1829 skedde urpremiären av del ett i sin helhet på hovteatern i Braunschweig i regi av August Klingemann. Denna föreställning turnerade i Tyskland och en version av den uppfördes i Weimar i samband med Goethes 80-årsdag.
Till och med William Shakespeares pjäser Hamlet, Kung Lear och Romeo och Julia har kallats läsdramer som man bara kan tillgodogöra sig genom litterärt studium och som vulgariseras på scenen.